# 克里斯·华莱士
克里斯托弗·“克里斯”·华莱士（1947年10月12日—），是一位美国电视主持人和政治评论家。为现今CNN的節目主持人，目前主持《克里斯·華萊士秀》。华莱士曾获得三个艾美奖獎項以及哥伦比亚大学杜邦哥伦比亚银质奖章。华莱士自2003年至2021年一直在福克斯广播公司从事新闻工作，曾經是《福克斯周日新闻》主持人。作为前NBC《媒体面对面》的主持人，华莱士是迄今为止唯一一个在周日上午政治谈话节目中既担任主持人又担任主办人的新闻主持人。

## 早期的生活与职业生涯
华莱士出生在伊利诺伊州芝加哥，是CBS新闻60分的主持人迈克·华莱士的儿子。他的父母都是犹太人。他的父母离婚时，他一岁。他在与他的母亲和他的继父，前CBS新闻总裁比尔·伦纳德在一起生活到14岁才与他的生父开始重新接触。比尔·伦纳德给了他早期的参与政治新闻的机会，并聘请他作为Walter Cronkite的助理并参加1964年共和党大会。

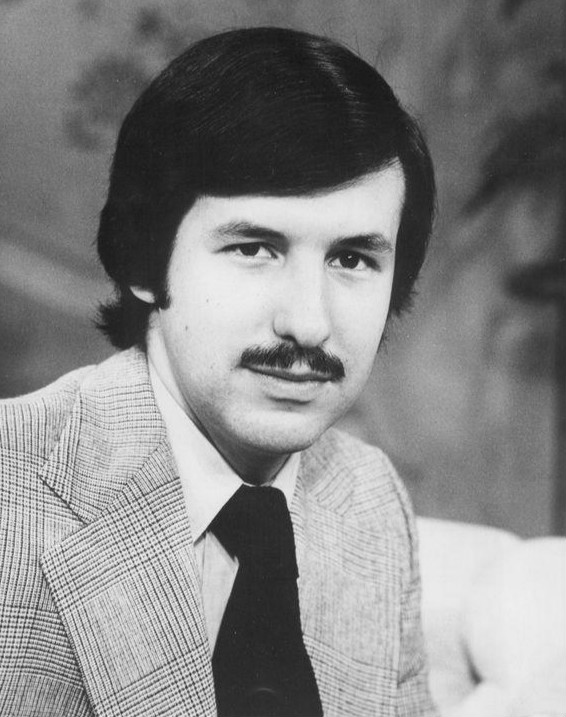
1975年作为WBBM-TV记者的华莱士

华莱士就读于The Hotchkiss School和哈佛大学，并且在哈佛的学生广播电台WHRB做了第一次新闻报道。
虽然被耶鲁法学院所录取，但是他却选择在波士顿环球报工作。他说他想从事的是新闻行业因为在二十世纪七十年代，大部分的记者都是从电视上获取重要的政治信息而不是去询问个人。在做出这个决定之后，他便投身于芝加哥WBBM电视台工作，而该电视台的拥有者与运营者正是CBS.

## 新闻与有线电视记者
华莱士1975年在NBC开始了他的新闻媒体事业，在此之前他是一名纽约WNBC电视台的记者并在那工作和居住了14年。华莱士因为工作的调动，到了位于哥伦比亚特区的NBC部门担当齐了政治记者。在1982年作为联合主持人的一员参与了今日头条（Today Show）节目。后来他还担任了驻白宫首席新闻记者（1982-1989），“媒体面对面”的主持人和周日NBC晚间新闻的主持人。
一些记者将华莱士的风格描述为极具对抗性的。1987年在里根总统的新闻发布会上，在关于以色列参与向伊朗出售武器的话题中，质问里根总统你明知以色列是这样做的可是为什么要否认？
在1989年华莱士离开了NBC然后加入了ABC.在美国广播公司期间，华莱士成为了电视台黄金时段的新闻节目主持人。在1991年第一次海湾战争时期，他播报了关于飞毛腿袭击伊拉克的新闻，以色列政府不想让伊拉克政府知道飞毛腿导弹的着落点在哪里以防伊拉克人调整他们发射器的位置。在播报过程中华莱士具体地描述了飞毛腿导弹的着落点但是被节目负责人切断了节目信号并且要求他说出范围更广的区域而不是具体的位置。

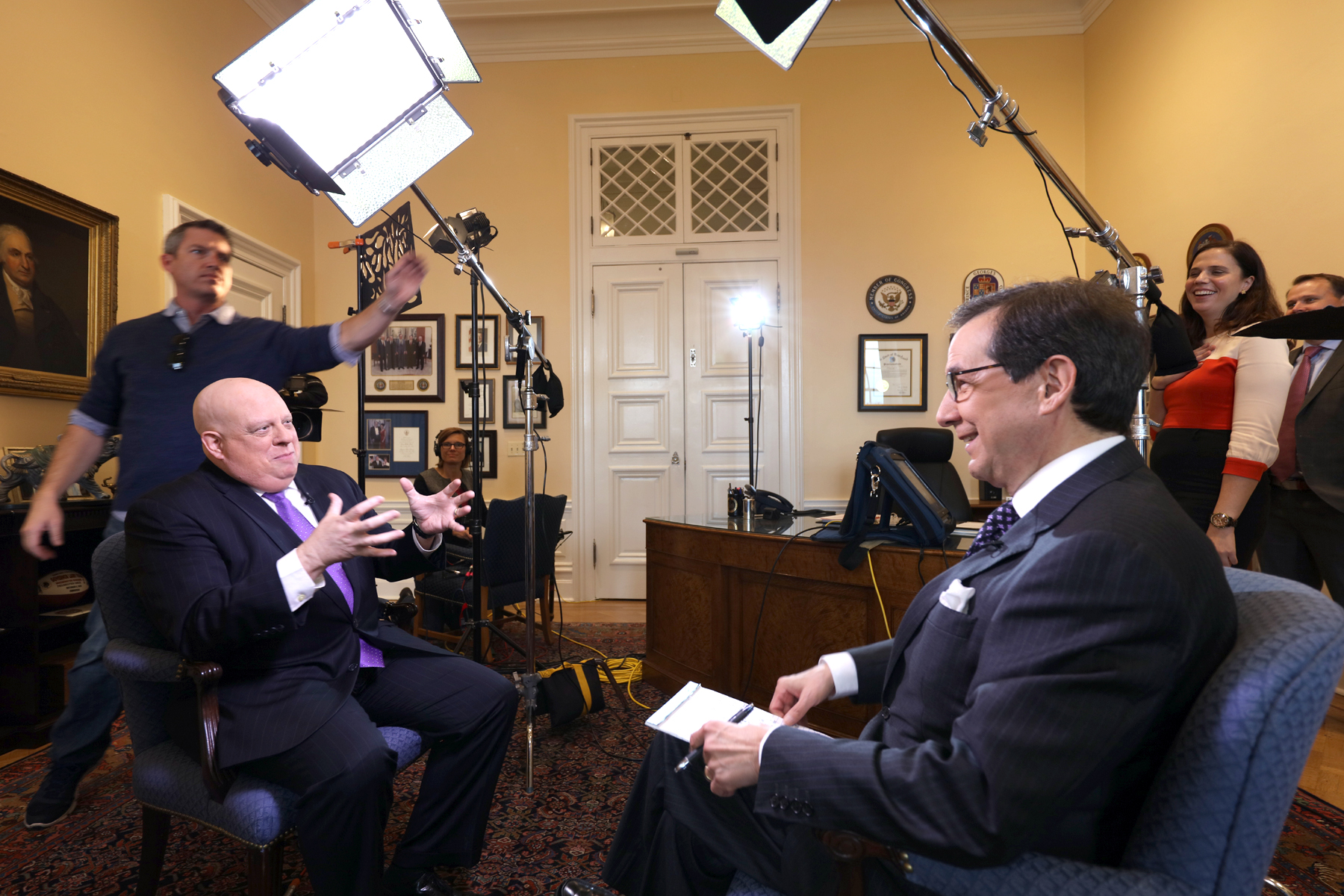
2015年华莱士采访马里兰州州长拉里·霍甘

在美国广播电视台工作了十四年之后，华莱士在2003年选择离开并加入到了福克斯广播公司。华莱士指出，在福克斯广播公司工作让他看到了更多的东西，特别是主流媒体的偏见。他说到，如果不是这种主流媒体的偏见，福克斯广播公司将不存在，人们不断地被主流媒体灌输着偏见但是人们正在寻找这种偏见的解药，那种解药就是客观的中立的媒体。在2003年后，华莱士一直担任着福克斯周日新闻的主持人。
2016年9月2日，总统辩论委员会（the Commission on Presidential Debates）宣布克里斯·华莱士将在2016年10月19日星期三担任在内华达大学拉斯维加斯分校第三次总统辩论的主持人，这也是第一次由福克斯新闻频道主持人出任总统大选的主持。在被选上过后，华莱士说到：“我的工作并不是去调查候选人说的是否是实话，因为这是他们两位候选人的工作。”但在辩论之后，《华盛顿邮报》的詹妮弗·鲁宾（Jennifer Rubin）说，尽管其他福克斯新闻评论家倾向保守和种族主义，“没有人会在看完整场辩论后，否认克里斯·华莱士是业界最好的”。
2021年12月12日，華萊士在自己主持的《福克斯週日新聞》節目的最後時刻，宣布了他辭職福斯新聞的消息。不到兩個小時後，CNN便宣布，華萊士將加入其新的流媒體服務CNN+擔任主播。
2022年3月29日，華萊士確定在CNN+主持一檔名為《誰在和克里斯·華萊士談話》的節目。

## 个人生活
华莱士表示，尽管他与他的父亲迈克·华莱士有着血缘关系，但他的继父比尔·伦纳德对他有着更多的影响。 华莱士说，伦纳德是“我生命中最重要的一个人”。
华莱士结了两次婚：
- 1973年，他与伊丽莎白·法瑞尔结婚，他有四个孩子：彼得，梅根，安德鲁和凯瑟琳。
- 1997年，他与Lorraine Smothers结婚。

## 政治倾向
2006年10月11日，华盛顿邮报报道说华莱士已经注册成为民主党人二十多年了。华莱士解释到，他的政治政党倾向是基于实用主义，因为作为一位民主党人能够更好的在华盛顿特区参与政治进程，他在过往的选举中不仅仅是把选票投给了民主党候选人，也投给了共和党的候选人。